# Inmersión lingüística
La inmersión lingüística o educativa es la exposición intensiva a una segunda lengua, viviendo en una comunidad que la hable de forma habitual, para aprenderla más rápidamente y lograr así el bilingüismo de los aprendices. Es un proceso propio de las estancias lingüísticas, sea en colonias de verano o estudiante al extranjero (programa Erasmus, año lingüístico, doble titulación europea…), y de los inmigrantes que van a vivir en un nuevo país, donde aprenden la lengua en la vida cotidiana aunque puedan tener un complemento de clases formales.
También se denomina inmersión cuando se pone en contacto al aprendiz durante muchas horas de la jornada con la lengua que se quiere dominar, aunque no esté en la comunidad que la tiene como lengua materna. Por ejemplo, en la escuela catalana la inmersión lingüística se ha acontecido por el hecho de convertir el catalán en lengua vehicular de la enseñanza, de forma que la mayoría de materias se imparten en este idioma. Esta inmersión garantiza un conocimiento suficiente del catalán aunque los alumnos hablen otros idiomas fuera de la escuela.
Los programas de inmersión varían de un país o región ya que los contextos donde se desarrollan son muy diferentes debido, por ejemplo, a los conflictos lingüísticos, antecedentes históricos, la política lingüística o la opinión pública. Asimismo, los programas de inmersión educativa escolar tienen varios formatos que se deciden al diseñar su planificación. Los posibles factores que vertebran los formatos de los proyectos de inmersión pueden ser: el tiempo de clase dedicado a la segunda lengua, edad del estudiante, asignaturas impartidas, el programa curricular que imparten los profesores...
El método opuesto a la inmersión lingüística es la sumersión lingüística que recurre a «programas vehiculados a través de la lengua y cultura dominante, sin presencia alguna de la primera lengua del estudiante» y cuyo objetivo es «la asimilación de la lengua mayoritaria, y la pérdida de la propia lengua y cultura».

## Historia
La realidad social, distribución territorial y política de muchas de las lenguas que se hablan en el mundo y los crecientes flujos migratorios de la población demuestran la necesidad a las personas para cada vez más ser competentes en varias lenguas para desarrollarse en sus contextos sociales. Esta realidad ha hecho plantear a los estudiosos de psicología y de pedagogía, desde los inicios del siglo XX, la naturaleza y las posibilidades de la educación bilingüe.
Durante los siglos XVIII y XIX, fue una práctica generalizada la enseñanza en la lengua oficial que, en muchos casos, no correspondía con las lenguas vernáculas del lugar. Esto se denomina para algunos lingüistas o expertos en la educación también inmersión. Sin embargo, para otros especialistas esta práctica de enseñanza de una segunda lengua no puede denominarse inmersión sino sumersión, por la forma hostil y brusca de hacerlo. Sumersión es pues, la búsqueda de forma implícita o explícita el reemplazo de una lengua por la otra. En este sentido, cabe mencionar que en contraposición a la sumersión lingüística, existe el concepto bilingüismo aditivo que incorpora la nueva lengua sin perder la del hogar, y relacionado con la sumersión lingüística, el bilingüismo sustractivo donde se adquiere la lengua nueva de manera precoz en detrimento de la lengua familiar que se desprecia. 
Los primeros estudios presentados en congresos y foros internacionales que trataron sobre la educación bilingüe, la Conferencia Internacional de Bilingüismo, celebrada en Luxemburgo en 1928, y las resoluciones de la UNESCO de 1951, en París, ofrecieron una perspectiva negativa de la educación bilingüe. 
Alrededor de los años sesenta del siglo XX se produjo un importante cambio de opinión entre los expertos sobre el aprendizaje de las lenguas y la consideración del bilingüismo, motivados por la aparición de estudios empíricos que demostraban que el bilingüismo no tenía efectos desfavorables sobre el desarrollo intelectual y que la enseñanza en una lengua diferente de la primera del alumno podía dar mejores resultados que la enseñanza tradicional en la primera. Los primeros estudios en este sentido son de Lambert (1962) y de Balkan (1970). La iniciativa con más repercusión fue la experiencia de la escuela Saint Lambert, en Quebec, que dio nombre a esta metodología de aprendizaje.

### Diferencias entre la inmersión lingüística y la submersión lingüística
Germà Bel ha elaborado el siguiente cuadro:

INMERSIÓN LINGÜÍSTICA 
Método
Programa de enseñanza de una segunda lengua en el que alguna de las materias del currículo, o todas, se estudia en una lengua que no es la lengua primera del estudiante.
Objetivo
Que los aprendientes sean competentes en ambas lenguas, es decir, sean bilingües. Por ello, los estudiantes reciben formación específica en su lengua primera.
Condición para el éxito
Fomentar actitudes de respeto hacia ambas lenguas
SUBMERSIÓN LINGÜÍSTICA
Método
Programas vehiculados a través de la lengua y cultura dominante sin presencia alguna de la primera lengua del estudiante.
Objetivo
La asimilación a la lengua mayoritaria, y la pérdida de la propia lengua y cultura.
Condición para el éxito
No precisa el respeto hacia otra lengua que no sea vehicular, pues de hecho no reconoce otra lengua del estudiante.

### Inmersión lingüística en Cataluña
Jurídicamente el proceso de inmersión lingüística en Cataluña se inicia con el Real Decreto 2092/1978, que hizo obligatorio el estudio del catalán como asignatura, y continuó con la aprobación de la ley 7/1983 de normalización lingüística aprobada en el Parlamento de Cataluña con dos votos en contra.
En 2018 la Eurocámara decidió preguntar a la Generalitat por la discriminación del castellano en las escuelas según el modelo de inmersión lingüística favorable al catalán vigente, y por qué se niegan a cumplir la sentencia del Tribunal Supremo que obliga a dar un mínimo del 25% de las horas en castellano.
En 2019 el Tribunal Constitucional anuló varios artículos de la ley de Educación de Cataluña (LEC), aprobada por el Parlamento de Cataluña el año 2009, que regulaban las etapas educativas de Primaria, Secundaria y Bachillerato, o enseñanzas como los artísticos, porque no se ajustaban a la normativa estatal básica o lo invadían. En cambio, el tribunal declaró constitucionales los artículos de la ley catalana sobre el régimen de inmersión lingüística. La sentencia resolvía el recurso presentado el año 2009 por el PP. El tribunal consideró contrarios en la Constitución diferentes preceptos del artículo 112 sobre cuerpos docentes de la Generalitat, ya que "no pueden alterar la estructura de los cuerpos de funcionarios establecida por la legislación básica". El tribunal también mantuvo el artículo de la LEC que prevé que el Gobierno determine "el currículum de la enseñanza de las lenguas, que comprende los objetivos, los contenidos, los criterios de evaluación y la regulación del marco horario", porque entiende que se refiere al catalán, el aranés y la literatura en estas lenguas "como asignaturas de libre configuración autonómica". Asimismo, la sentencia avaló al aranés como lengua vehicular y de aprendizaje en el Arán, siempre que se interprete que "no se priva al castellano y al catalán" de esta misma condición.
El 23 de noviembre de 2021 el Tribunal Supremo confirmó la sentencia del Tribunal Superior de Justicia de Cataluña que obligaba a la Generalitat a que al menos el 25% de las clases fueran en castellano, poniendo en cuestión así el modelo de inmersión lingüística.

## Objetivos
El objetivo primordial de la inmersión lingüística es siempre intensificar el aprendizaje lingüístico y conseguir, en el menos tiempo posible, el máximo conocimiento y capacidad comunicativa en la lengua aprendida. Se trata, pues, de un conjunto de estrategias de aprendizaje aplicadas intensivamente para facilitar a los alumnos la adquisición de una segunda o tercera lengua.
La inmersión en los últimos años se ha ido aplicando para obtener otros objetivos complementarios a este, que se pueden agrupar en tres bloques:
- Enseñanza-aprendizaje de las lenguas extranjeras en alumnos que quieren conocerlas como un elemento de enriquecimiento cultural.
- Enseñanza-aprendizaje de la lengua dominante del lugar y que el alumno no conoce b) Otro tipo de inmersión es la que pretende obtener el objetivo de la competencia lingüística del aprendiz en lugares donde se quiere enseñar una lengua que es fuerte o dominante y que el alumno no conoce. Junto con la competencia lingüística se busca la incorporación del alumno a una comunidad lingüística dominante para facilitarle la integración social y cultural. Dentro de este grupo se incluye el aprendizaje de las lenguas oficiales de los varios países industrializados por parte de la reciente inmigración (la inmersión se produce fundamentalmente en el ámbito escolar y de la enseñanza formal, pero con una fuerte implicación del aprendizaje no formal que se produce en la calle, al trabajo y en la vida de los recién llegados)
- Enseñanza-aprendizaje de lenguas minorizadas, las cuales han sido prohibidas o rechazadas por los poderes públicos y que se encuentran en situación de dificultad para mantenerse o crecer en el territorio donde se hablan. En este caso, el objetivo de la inmersión es lograr, el más bien y mejor posible, la competencia lingüística por parte de los mismos hablantes o por las personas que ocupan actualmente el territorio para hacer normal el uso de la lengua en el espacio que le es propio y evitar la extinción.

## Características
Los programas de inmersión lingüística se caracterizan por:
1. Ser un modelo pedagógico de enseñanza en la lengua 2 dirigido a los alumnos de lengua y cultura mayoritaria, con el objetivo de adquirir competencia comunicativa en dos lenguas sin que el aprendizaje de una de las dos comporte una pérdida de capacidad comunicativa en la otra.
2. Hay un desconocimiento inicial de la lengua de la escuela por parte de los alumnos. La lengua de la escuela es una lengua diferente de la que se habla en casa.
3. Participación voluntaria de los padres.
4. Los programas de inmersión cuentan con profesorado bilingüe. Hecho que garantiza la comunicación de/con el alumno.
5. Los programas de inmersión parten de una concepción instrumental de la enseñanza de la lengua (considerando que la forma más efectiva de aprender una lengua es hacer cosas). La lengua acontece vehicular de las actividades de enseñanza-aprendizaje a las aulas.
6. No se fuerza al alumno a expresarse en la segunda lengua, sino que siempre se le permite de elegir la lengua a utilizar en sus intercambios lingüísticos (inicialmente en su primera lengua).
7. En estos programas, el tratamiento pedagógico se acontece de un planteamiento y una metodología especial y adecuada al propósito que se pretende conseguir.